# かえうた大合戦
『トクホンかえうた大合戦』（トクホンかえうただいがっせん）は、1968年5月2日から同年8月8日までNETテレビ（現・テレビ朝日）、名古屋放送（現・名古屋テレビ）、毎日放送、西日本放送、九州朝日放送の5局で放送されていたNETテレビ製作の歌謡バラエティ番組である。トクホン本舗（鈴木日本堂＝現・トクホン）の一社提供。全15回。放送時間は毎週木曜 19:00 - 19:30 （日本標準時）。

## 概要
その名の通り、毎回出場者たちが紅白それぞれのチームに分かれ、各回のゲスト歌手が持ち歌にしている曲の替え歌を1曲ずつ歌っていた。さらに彼らが即興で歌を作って発表し、それを会場にいる100人の来場者たちが審査していた。
司会を務めていたのは大橋巨泉で、来場者たちの審査をもとにチームの勝敗を決めていた。紅組キャプテンは小林幸子が、白組キャプテンは雷門ケン坊が務めていた。

## 放送リスト
| 回 | 放送日 （1968年） | 出演者                                                         |
| -- | ----------------- | -------------------------------------------------------------- |
| 1  | 5月2日            | 白木みのる、京唄子、黛ジュン、ザ・ダーツ                       |
| 2  | 5月9日            | 柳家小せん (4代目)、三笑亭夢楽、小川知子、ザ・ダーツ           |
| 3  | 5月16日           | 柳家小せん (4代目)、三笑亭夢楽、森進一、ザ・ダーツ             |
| 4  | 5月23日           | 坂本スミ子、E・H・エリック、蔵忠芳、舟木一夫                   |
| 5  | 5月30日           | 坂本スミ子、吾妻ひな子、柳家小せん (4代目)、山本リンダ         |
| 6  | 6月6日            | 晴乃チック・タック、天地総子、青江三奈、一節太郎               |
| 7  | 6月13日           | 獅子てんや・瀬戸わんや、豊原ミツ子、菅原洋一                   |
| 8  | 6月20日           | 京唄子・鳳啓助、丹下キヨ子、白木みのる、都はるみ               |
| 9  | 6月27日           | 京唄子・鳳啓助、丹下キヨ子、白木みのる、山田太郎               |
| 10 | 7月4日            | 石川進、小桜京子、由利徹、丹下キヨ子、水原弘                   |
| 11 | 7月11日           | 丹下キヨ子、小桜京子、由利徹、三笑亭夢楽、日野てる子、中村晃子 |
| 12 | 7月18日           | 高島忠夫、天地総子、ジェリー藤尾、千昌夫、奥村チヨ             |
| 13 | 7月25日           | 鈴木やすし、由利徹、京唄子、西田佐知子、ザ・ジャガーズ         |
| 14 | 8月1日            | 楠トシエ、高島忠夫、吾妻ひな子、中尾ミエ、バーブ佐竹           |
| 15 | 8月8日            | 楠トシエ、白木みのる、吾妻ひな子、伊東ゆかり                   |

参考：『朝日新聞縮刷版』朝日新聞社、1968年5月2日 - 同年8月8日付のラジオ・テレビ欄。